# Lucifer (periódico)

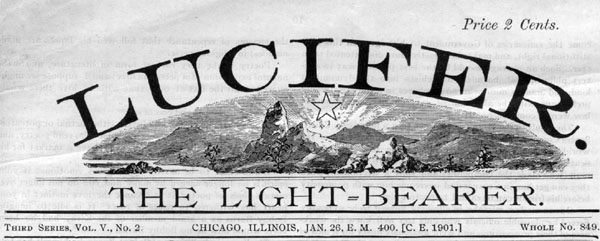
Encabezado de Lucifer.

Lucifer the Lightbearer (Lucifer el portador de luz) era un diario anarquista de corte individualista y protofeminista publicado en Kansas e Illinois (EE. UU.) por Moses Harman a finales siglo XIX y principios del siglo XX. Producido originalmente por una rama local de la Liga Liberal Nacional con el nombre de Valley Falls Liberal (1880-1883), Harman cambió el título después de asumir de forma exclusiva la dirección editorial en 1883.
La misión de Lucifer era, según Harman:

[...] ayudar a la mujer a romper las cadenas que por eras la han limitado al estante de la ley artificial, espiritual, económica, industrial, social y especialmente sexual; pensamos que sólo hasta que la mujer despierte el sentido de su propia responsabilidad en todas las líneas del esfuerzo humano, y especialmente en las líneas de su campo especial, el de la reproducción de la raza, será poco cualquier adelanto genuino hacia una civilización más alta y verdadera.

El nombre fue elegido porque:

Lucifer, el nombre antiguo de la estrella de la mañana, ahora llamado Venus, nos parece un apodo singular para un diario cuya misión es traer la luz a los que habitan en la oscuridad.

En febrero de 1887, arrestaron a los redactores y a los editores de Lucifer después de que el diario fuera procesado por la Ley Comstock por la publicación de una carta que condenaba el sexo forzado dentro de la unión matrimonial, que el autor identificó como violación, la Ley Comstock prohibía específicamente la discusión sobre la violación marital. Un fiscal de distrito de Topeka eventualmente no dio lugar a las 216 acusaciones.
En febrero de 1890, arrestaron a Harman, para ese tiempo el productor único de Lucifer, otra vez por cargos resultado de un artículo similar escrito por un médico de Nueva York. Como resultado de los cargos originales, Harman pasaría grandes temporadas de los seis años siguientes en prisión. En 1896, Lucifer se mudó a Chicago; sin embargo, el hostigamiento legal continuó. El servicio postal de Estados Unidos incautó y destruyó los ejemplares de numerosas diarios y, en mayo de 1905, la juez Sara Crist Campbell ordenó su arresto y Harman fue condenado otra vez por la distribución de dos artículos -“La pregunta sobre la paternidad” y “Más pensamientos en sexología”. Condenado a un año de trabajo forzado, la salud del redactor de 75 años se deterioró grandemente.
Después de 24 años de producción, la publicación Lucifer cesó en 1907 y fue convertida en la más académica Diario Americano de Eugenesia.